# شپاینسهارت
شپاینسهارت (به آلمانی: Speinshart) یک شهر در آلمان است که در نویشتادت ان در والدناب واقع شده‌است. شپاینسهارت ۱٬۱۳۵ نفر جمعیت دارد.